# Dietrich Lang-Hinrichsen
Dietrich Lang-Hinrichsen (* 11. März 1902 in Breslau als Dietrich Lang; † 2. März 1975 in Mainz) war ein deutscher Rechtswissenschaftler, Hochschullehrer und Richter am Bundesgerichtshof.

## Leben
Lang-Hinrichsen studierte von 1920 bis 1923 Rechtswissenschaften an der Universität Breslau. Dort promovierte er 1926 mit einer strafprozessualen Schrift zum Dr. iur. Ab 1927 war er als Gerichtsassessor tätig, bis er im November 1933 aus dem Staatsdienst entlassen wurde. 1940 ging er ins Exil nach Brasilien und studierte dort bis 1944 Philosophie und Geschichte. 1949 kehrte Lang-Hinrichsen nach Deutschland zurück und wurde zunächst außerordentlicher, ab 1950 ordentlicher Professor an der Ostberliner Humboldt-Universität. Von 1950 bis 1953 war er Lehrbeauftragter an der Universität Bamberg, bevor er 1953 als ordentlicher Professor an die Universität Freiburg berufen wurde. Am 7. Juli 1954 wurde er zum Richter am Bundesgerichtshof ernannt. Nach dem Ausscheiden aus dem Richterdienst aufgrund der Erreichung der Altersgrenze wurde Lang-Hinrichsen zum 1. April 1964 ordentlicher Professor für Strafrecht und Strafprozessrecht an der Universität Mainz. Dort lehrte und forschte er bis zu seiner Emeritierung 1970. Von 1966 bis 1967 fungierte er als Dekan der Mainzer rechts- und wirtschaftswissenschaftlichen Fakultät.
Lang-Hinrichsen war Träger des Komturkreuzes mit Stern des Ordens des heiligen Gregor des Großen. Zudem ernannte ihn die Universität zu Köln am 18. Mai 1961 zum Honorarprofessor. Nach ihm ist die 1983 von seiner Witwe Klara Lang-Hinrichsen gegründete Professor Dr. Dietrich Lang-Hinrichsen-Stiftung benannt.

## Werke (Auswahl)
- Die Bedeutung des Zivilurteils im Strafverfahren. Universitätsverlag, Breslau 1926 (Dissertation).
- Das Strafsystem im ausländischen Strafrecht. Röhrscheid, Bonn 1955.
- mit Karl Peters: Grundfragen der Strafrechtsreform. Bonifacius-Druckerei, Paderborn 1959, ISBN 978-3-8329-0884-3 (Aufsatzsammlung).
- Die kriminalpolitischen Aufgaben der Strafrechtsreform. Mohr Siebeck, Tübingen 1960.